# Nersac
Nersac är en kommun i departementet Charente i regionen Nouvelle-Aquitaine i västra Frankrike. Kommunen ligger  i kantonen La Couronne som ligger i arrondissementet Angoulême. År 2022 hade Nersac 2 258 invånare.

## Befolkningsutveckling
Antalet invånare i kommunen Nersac
Referens:INSEE